# スプリングルズ・サワークリーム
「スプリングルズ・サワークリーム」は、伊東歌詞太郎の楽曲。4作目のデジタル配信限定シングルとしてKADOKAWAより2021年5月21日に各音楽配信サービスにてリリースされた。

## 概要
前作『Deep Blue』から約2ヶ月ぶりに配信リリースされた。今作は、TVアニメ「幼なじみが絶対に負けないラブコメ」の挿入歌に起用されており、ミュージックビデオは5月21日に、YouTubeの「KADOKAWA Anime Chanel」にて公開された。
CDシングル『真珠色の革命』にカップリング曲として収録されている。

## 収録内容
| #         | タイトル                           | 作詞・作曲   | 編曲      | 時間 |
| --------- | ---------------------------------- | ------------ | --------- | ---- |
| 1.        | 「スプリングルズ・サワークリーム」 | 伊東歌詞太郎 | akkin     | 3:31 |
| 合計時間: | 合計時間:                          | 合計時間:    | 合計時間: | 3:31 |

## タイアップ
スプリングルズ・サワークリーム
TVアニメ「幼なじみが絶対に負けないラブコメ」挿入歌